# Il burattinaio
 Il burattinaio  è un film italiano del 1994 diretto da Ninì Grassia.

## Trama
Nella guerra di mafia a Miami, vengono eliminati alcuni boss mafiosi e dietro tutto c'è la mente d'un "burattinaio". Il poliziotto Mark Fierro arriva in città e cerca di scovare questo personaggio. Ma l'anziano Ben Costa dà gli stessi ordini al suo accolito Tony Romeo: rintracciare il mandante occulto di queste azioni. Il poliziotto segue proprio Romeo. Le vendette trasversali coinvolgono Santa, nipote di Costa, poi causano la morte di Lori Fannon (avvocatessa con la quale Fierro ha ripreso una relazione) e il rapimento di sua figlia Paloma. Il poliziotto sospetta ancora Romeo e, durante una sparatoria, ne provoca la morte, sotto i colpi di Costa, mentre un uomo della banda fugge con la ragazza.  Alla fine Mark la salva, ma gli sorge il dubbio che costui non fosse affatto il "burattinaio".

## Personaggi
Fabio Testi è nel ruolo principale di Mark Fierro, il poliziotto; Ron Nummi (reduce dal film erotico di Sergio Martino Graffiante desiderio) è Hoagy O'Toole, Marina Giulia Cavalli è l'avvocato Lori Fannon, Orso Maria Guerrini è Tony Romeo, Gabriele Ferzetti è Ben Costa e Alessandra Bellini è Paloma Fierro, figlia del poliziotto.
È il secondo di sette film interpretati da Antonio Zequila tra quelli curati a vario titolo da Ninì Grassia (regia e/o produzione).
Completano il cast Maria Grazia Nazzari e Massimo Vanni nel ruolo di Drake.

## Produzione
Il film è stato girato nel 1993 tra Miami e Casarano (LE), diretto da Ninì Grassia, che curato anche sceneggiatura, soggetto e musiche originali.